# Трикутник Серпінського
Трикутник Серпінського — фрактал, один із двовимірних аналогів множини Кантора. Його математичний опис був запропонований польським математиком Вацлавом Серпінським в 1915 році. Цей трикутник є одним з найбільш ранніх прикладів фракталів, відомих з середньовіччя.
 
Даний фрактал відносять до фракталів, які отримують поетапним вилученням частин генератора, тобто до геометричних. Також відомий як «серветка» або «решітка» Серпінського.
Існує кілька способів побудови цього фракталу.

## Побудова

Побудова трикутника Серпінського

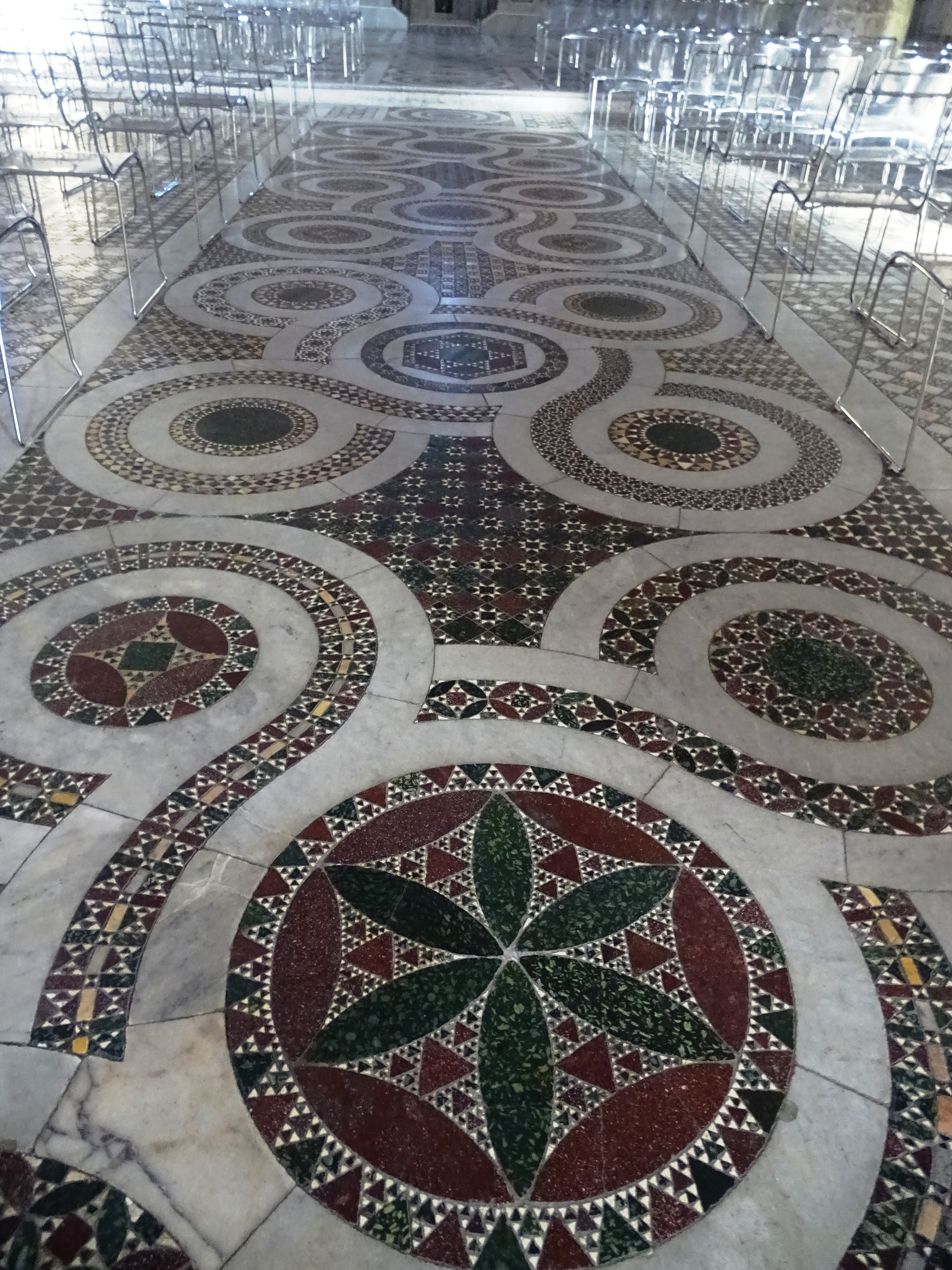
Мозаїчна підлога у стилі косматеско у Кафедральному соборі Св. Марії в Ананьї

Існує дуже багато способів побудови трикутника Серпінського, їх можна поділити на такі типи:
- Геометричні методи;
- Метод ігор;
- Трикутник Серпінського як результат перетворення трикутника Паскаля;
- Аналітичне задання фракталів з допомогою комплексних чисел;
- Задання фракталів за допомогою систем ітерованих функцій;
- Побудова через кола, круги та ін.;

Найпростішим способом побудови є такий: Береться рівносторонній трикутник. На першому кроці видаляється трикутник з вершинами в середині сторін початкового трикутника. На другому кроці аналогічні трикутники із трьох менших трикутників, які залишилися після першого кроку, і т. д. Після нескінченного повторення цієї процедури, від суцільного трикутника залишається підмножина — трикутник Серпінського.

## Властивості
- Трикутник Серпінського замкнутий.
- Трикутник Серпінського має топологічну розмірність 1.
- «Площа»  трикутного килима Серпінського дорівнює нулю.
- Важливою властивістю трикутника Серпінського є його самоподібність, адже він складається з трьох своїх копій, зменшених вдвічі.
- Має розмірність Хаусдорфа {\displaystyle =\ln 3/\ln 2\approx 1,585}. Зокрема,
  - має нульову міру Лебега.

## Цікаві факти

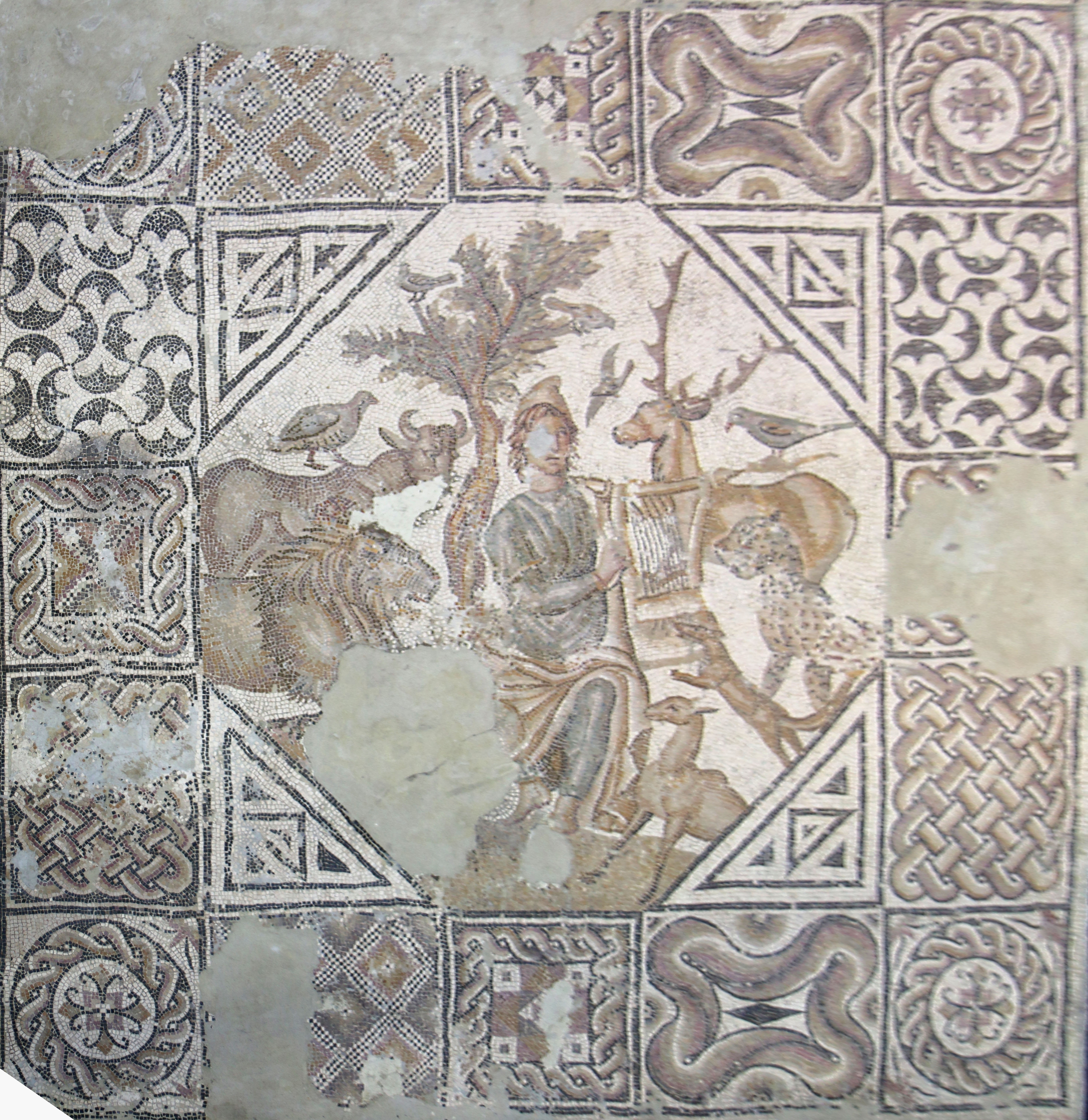
Римська мозаїка 3 — 4 століття в античному музеї міста Арль, Франція

- Якщо в трикутнику Паскаля всі непарні числа пофарбувати в чорний колір, а парні — в білий, то утворюється трикутник Серпінського.
- Утворення, схожі на трикутник Серпінського, виникає в грі Життя з довгої вертикальної лінії.
- Трикутник Серпінського — це множина тих точок вихідного трикутника що не належать жодному з центральних трикутників довільного рангу, тобто нескінченність, що складається з тих точок, що не відкидаються ні на якому з цих етапів.
- Зображення трикутника Серпінського у 1919 р. стали мотивом кількох графічних творів відомого українського графіка Георгія Нарбута
- Варіації на тему трикутника Серпінського використані в оздобленні інтер'єру синагоги Бен-Езра, Каїр, Єгипет
- На основі трикутника Серпінського можуть бути виготовлені багатодіапазонні фрактальні антени.[2][3]
- Чотири перші ітерації фрактальних трикутників Серпінського присутні в орнаментах геометричної мозаїки стиля косматеско в середньовічних соборах Італії (з XII століття)[4][5][6], арабських та перських інтер'єрах[4].